# Islam en Paraguay
El islam en Paraguay es una religión minoritaria en dicho país, donde más del 95% de los habitantes se declaran cristianos (un 89% de católicos y un 8% de protestantes). Se estima que la comunidad musulmana del Paraguay ronda en aproximadamente los 35 000 miembros.
La mayoría de los musulmanes paraguayos son descendientes de inmigrantes provenientes de Siria, Líbano y Palestina. La principal organización islámica en el Paraguay es el Centro Benéfico Cultural Islámico Asunción, dirigido por Faozi Mohamed Omairi. La comunidad se concentra en y alrededor de la capital, Asunción, y en Ciudad del Este, segunda ciudad en importancia del país y capital del departamento de Alto Paraná.